# Sonic Adventure
Sonic Adventure (ソニックアドベンチャー, Sonikku Adobenchā) est un jeu vidéo de plates-formes développé par la Sonic Team  et édité par Sega, sorti pour la première fois en 1998 sur Dreamcast, puis réédité sur les réseaux PlayStation Network et Xbox Live en 2010. Il a également fait l'objet d'un remake sur Windows et GameCube en 2003, avec quelques ajouts, sous le nom de Sonic Adventure DX Director's Cut.
C'est le premier jeu « principal » de la série Sonic the Hedgehog à être entièrement en trois dimensions. Il est d'ailleurs considéré par certains comme le jeu à l'origine de la 3D pour la série, à l'instar de Super Mario 64 pour la série Super Mario ou d'Ocarina of Time pour la série The Legend of Zelda. Il a reçu le label Sega All Stars.
Il s'agit du jeu le plus vendu sur Dreamcast avec 2,5 millions d'exemplaires, et par conséquent, du dernier jeu le plus vendu édité par Sega sur l'une de ses propres consoles de jeux (la firme ayant abandonné la fabrication de consoles le 31 janvier 2001 pour se consacrer au développement de jeux pour les consoles d'éditeurs tiers).
Une suite nommée Sonic Adventure 2 est sortie en 2001 sur Dreamcast et GameCube.

## Trame

### Univers
Sonic Adventure est le premier jeu de la série Sonic à prendre place dans un univers réaliste en 3D.
Cet univers se divise en trois mondes (Adventure Field) entre lesquels le joueur évolue, où se déroule l'histoire et où sont lancés les différents niveaux : 
- Station Square, métropole urbaine en bord de mer connue pour son casino, ses hôtels luxueux et son parc d'attractions.
- Mystic Ruins, vaste site archéologique regroupant une jungle, d'anciennes ruines, plusieurs cavernes et l'Angel Island. Mystic Ruins est relié à Station Square par le train.
- Egg Carrier, forteresse volante du Dr Eggman, qui peut prendre plusieurs formes. Elle est accessible à divers instants de l'aventure, puis en bateau depuis Station Square et Mystic Ruins après qu'elle ne se soit écrasée dans l'eau.

### Personnages

#### Personnages jouables
Le joueur peut incarner sept personnages différents qu'il débloque au fur et à mesure de la progression dans le jeu. Le système de jeu dépend du personnage choisi.
- Sonic (doublage japonais : Jun'ichi Kanemaru ; doublage anglais : Ryan Drummond[2]), hérisson bleu supersonique, capable de courir plus vite que n'importe qui.
- Tails (doublage japonais : Atsuki Murata ; doublage anglais : Corey Bringas[2]), meilleur ami de Sonic, renard jaune à deux queues qui lui permettent de voler. Passionné de mécanique, il passe son temps à construire des avions dans son atelier.
- Knuckles (doublage japonais : Nobutoshi Kanna ; doublage anglais : Michael McGaharn[2]), puissant échidné rouge, gardien d'Angel Island et de l'Émeraude Mère (Master Emerald).
- E-102 « Gamma » (doublage japonais : Jōji Nakata ; doublage anglais : Steve Sheppard-Brodie[2]), robot construit par le Dr Eggman, faisant partie de la série des E-100. Chacun de ces robots est construit à partir d'un oiseau enfermé en eux.
- Amy Rose (doublage japonais : Taeko Kawata ; doublage anglais : Jennifer Douillard[2]), jeune fille hérisson rose, qui se bat avec son grand marteau, qui s'est auto-proclamée comme étant la petite amie de Sonic, celui-ci refusant pourtant toutes ses avances.
- Big (doublage japonais : Shun Yashiro ; doublage anglais : Jon St. John[2]), gros chat bleu et violet qui passe son temps à pêcher avec son ami la grenouille Froggy.
- Super Sonic, forme surpuissante et invincible de Sonic, en laquelle il se transforme lorsqu'il a récupéré les sept émeraudes du chaos (Chaos Emeralds).

#### Ennemis
- Chaos, être liquide, ancien dieu de la tribu des échidnés chargée de protéger l'Émeraude Mère et les émeraudes du chaos. À l'origine, Chaos est un être pacifique mais l'agression de son autel suivi de son enfermement dans l'Émeraude Mère, l'ont rendu fou de rage. Il grandit et gagne en puissance en absorbant les émeraudes du Chaos, jusqu'à prendre l'apparence d'un dragon gigantesque, Perfect Chaos, avec les sept émeraudes.
- Dr Eggman ou Dr Robotnik (doublage japonais : Chikao Otsuka ; doublage anglais : Deem Bristow[2]) est le principal ennemi de la série Sonic. Il veut rassembler les sept émeraudes du chaos et utiliser leur pouvoir afin de détruire le monde[M 2]. Dans ce jeu, il libère Chaos de l'Émeraude Mère[M 3], et lui fait absorber les émeraudes du chaos pour le rendre plus puissant[M 4].

### Scénario

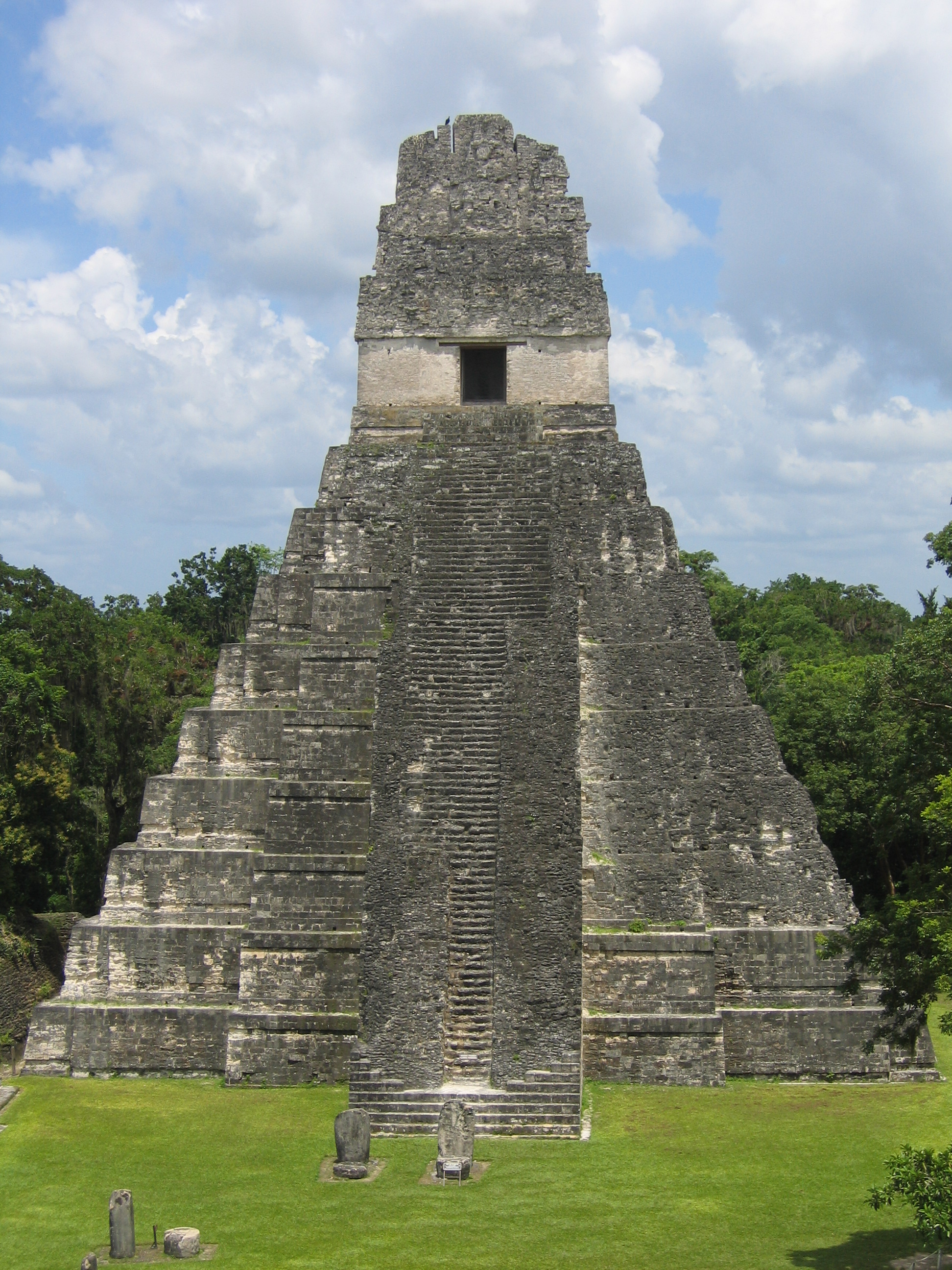
Site archéologique maya de Tikal au Guatemala, qui a inspiré le décor des Mystic Ruins et le nom du personnage de Tikal.

#### Contexte légendaire
Des siècles avant les événements narrés dans le jeu, les sept émeraudes du chaos (Chaos Emeralds), sources illimitées de pouvoir, ainsi que l'émeraude mère (Master Emerald), ayant le pouvoir de les contrôler et d'amplifier ou d'annihiler leur pouvoir, furent confiées à la Terre et déposées dans un temple. Des guerres éclatèrent pour leur contrôle.
Un des Chao (petites créatures innocentes vivant dans le temple) entra accidentellement en contact avec l'eau sacrée baignant les émeraudes, et muta pour devenir Chaos, une créature paisible mais extrêmement puissante, qui devint le gardien des Chao. Plus tard, une tribu d'échidnés, menés par Pachamac, énervèrent Chaos de par leur volonté de voler les émeraudes du chaos, de ruiner le temple et de massacrer les Chao. Une nuit, ces derniers furent tous tués, ce qui emplit Chaos de rage ; il utilisa alors le pouvoir négatif des émeraudes pour se transformer en Perfect Chaos et tua les échidnés. Tikal, la fille de Pachamac, opposée aux idées de son père, parvint à se sceller, elle et Chaos, dans l'Émeraude Mère afin que ce dernier ne puisse pas détruire le monde.

#### Intrigue

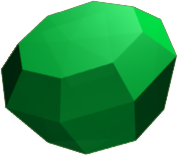
Une représentation de l'émeraude mère.

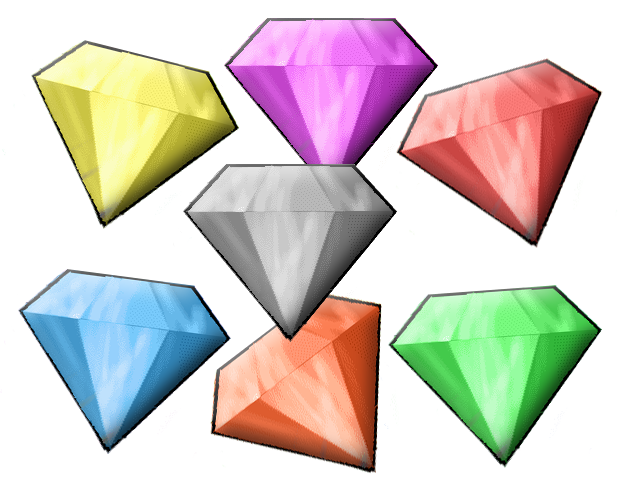
Les sept émeraudes du chaos convoitées par le Dr Eggman.

Plusieurs siècles après cette histoire, Eggman se rend sur Angel Island, île volante gardée par Knuckles, et brise l'Émeraude Mère, libérant Chaos. L'île s'écrase dans la mer, dispersant les sept émeraudes du chaos et les éclats de l'Émeraude Mère à travers le monde. Knuckles décide de partir à la recherche de ces fragments.
Pendant ce temps, dans la ville de Station Square, Sonic combat Chaos (dit « Chaos 0 », car n'ayant absorbé le pouvoir d'aucune émeraude du chaos) après l'avoir vu attaquer la police locale. Le lendemain, après avoir aperçu Tails atterrir difficilement avec l'un de ses derniers avions, le Tornado, Sonic lui vient en aide. En revenant à Station Square, Tails lui explique qu'il se servait d'une des sept émeraudes du chaos comme carburant, car leur force est inépuisable. Devant l'atelier de Tails, au cœur des « Mystic Ruins », Eggman surgit, leur vole l'émeraude et l'utilise sur Chaos.
Afin d'empêcher Eggman de mener à bien son plan, Sonic et Tails partent à la recherche des émeraudes restantes, mais plusieurs d'entre elles leur échappent et tombent entre les mains d'Eggman, qui s'enfuit à bord de son vaisseau, l'Egg Carrier. Sonic et Tails poursuivent l'Egg Carrier avec le Tornado mais se font attaquer et leur avion s'écrase. Grâce à une autre émeraude qu'il a trouvé, Tails travaille sur une nouvelle version de son avion, le Tornado II, et se lance à la poursuite de l'Egg Carrier. Cette fois-ci, Sonic et Tails parviennent à se poser sur le vaisseau.
Dans le même temps, Eggman sort son nouveau robot de la série des E-100, E-102 « Gamma », et le lance à la poursuite de Froggy, la grenouille de Big, qui a mangé une émeraude du chaos et la queue de Chaos. De son côté, Amy trouve un petit oiseau (qui serait auparavant contenu dans un robot de la série de E-100) et se fait poursuivre par E-100 « Alpha », nommé « Zéro », envoyé par Eggman pour récupérer l'émeraude que posséderait l'oiseau. Capturée par Zéro et enfermée dans une cellule sur l'Egg Carrier, elle parvient à se libérer grâce à Gamma, qu'elle convainc et qui finit par céder sous l'émotion.
En s'échappant, elle retrouve Sonic, Tails et Knuckles qui viennent de détruire le vaisseau. Ils sont rattrapés par Eggman qui récupère l'émeraude de l'oiseau et envoie Gamma pour les combattre. Amy convainc Sonic de ne pas faire de mal à Gamma, qui l'a libérée. Alors que l'Egg Carrier commence à perdre en altitude, Amy, l'oiseau, Tails et Gamma s'enfuient tandis que Sonic et Knuckles poursuivent Eggman pour l'empêcher de s'enfuir avec les émeraudes. Ils combattent alors Chaos, devenu « Chaos 6 » grâce aux émeraudes de l'oiseau et de Froggy. Chaos détruit, Knuckles récupère les six émeraudes et les ramène sur son île, qui s'élève de nouveau dans les airs.
Amy remarque la photo de famille sur le pendentif de l'oiseau et décide de l'aider à retrouver ses parents en retournant sur l'Egg Carrier. Émotionnellement touché, Gamma se révolte contre son créateur et entreprend d'éliminer tous les robots de la même série que lui, afin de libérer les animaux emprisonnés. Dans un dernier combat qui l'oppose à une version améliorée de E-101 « Beta », les deux robots sont détruits et libèrent ainsi deux oiseaux qui ne sont autre que les deux parents de l'oiseau d'Amy.
Alors que l'histoire semble terminée, nous retrouvons Eggman qui se fait attaquer par Chaos, toujours vivant, ayant visiblement trouvé l'émeraude contenue dans le Tornado II disparu. Knuckles trouve Eggman inconscient sur Angel Island et part se renseigner de sa présence là. Chaos en profite alors pour réabsorber les six émeraudes que Knuckles gardait. Avec ces sept émeraudes, Chaos se transforme en Perfect Chaos, vide les émeraudes de leur énergie négative et détruit Station Square dans une énorme inondation. Sonic récupère l'énergie positive de ces émeraudes, devient Super Sonic, et défie le monstre.

## Système de jeu
Le jeu dispose de deux modes : le mode aventure et le mode entrainement.

### Mode aventure
Dans le mode aventure, le joueur a le choix entre six histoires, le joueur incarnant un personnage différent dans chaque histoire. Au lancement du jeu, seule l'histoire de Sonic est disponible. Les autres se débloquent au fur et à mesure que les personnages apparaissent : le joueur peut donc décider, par exemple, de terminer l'histoire de Sonic et débloquer les autres personnages avec lui, ou alors de basculer d'une histoire à l'autre et débloquer les personnages au fur et à mesure qu'ils se rencontrent. Bien que les péripéties soient différentes d'une histoire à l'autre et que l'échelle de temps ne soit pas toujours la même, les différentes histoires se recoupent : ainsi, le joueur comprendra certaines situations en jouant aux autres histoires. Lorsque toutes les histoires sont terminées à 100 %, le joueur débloque une septième histoire dans laquelle il incarne Super Sonic.
Le joueur évolue dans trois mondes (Station Square, Mystic Ruins et Egg Carrier) dans lesquels il peut se déplacer librement et interagir avec les objets et les personnages rencontrés à la manière d'un jeu de rôle, sans ennemis, sans objectif défini (autre que l'histoire) et sans limite de temps. Le mode aventure alterne entre les phases d'exploration dans ces mondes, les niveaux d'actions (Action Stages), les mini-jeux (Sub games) et les combats contre les boss, avec la possibilité également pour le joueur de se rendre dans les jardins Chao.

### Mode entrainement
Le joueur peut rejouer indépendamment à tous les niveaux d'action, les mini-jeux et les combats contre des boss déjà réalisés dans le mode aventure.

### Niveaux d'action
Les grandes lignes du système de jeu restent similaires aux autres jeux Sonic : le joueur doit franchir les obstacles pour parvenir à la fin du niveau, et peut récolter des anneaux tout au long du parcours. S'il est touché par un ennemi alors qu'il a des anneaux, il les perd, et une partie d'entre eux tombe à terre et peut être récupéré durant un court délai. S'il n'a pas d'anneau lorsqu'il est touché, il perd une vie et recommence le niveau au dernier checkpoint traversé. Tous les cent anneaux récoltés, il gagne une vie supplémentaire. Le personnage peut également perdre une vie s'il tombe dans l'eau, d'une falaise, etc. Si le joueur perd toutes ses vies, la partie est terminée et il peut recommencer le niveau depuis le début ou retourner au menu du jeu.
Néanmoins, le système de jeu et l'objectif des niveaux dépendent du personnage choisi : 
- Sonic doit atteindre la fin du niveau. Il peut sauter sur ses ennemis (Homing Attack) ou se mettre en boule pour les heurter.
- Tails doit atteindre la fin du niveau avant Sonic[M 7] ou Eggman selon les niveaux. Il peut attaquer ses ennemis en agitant ses deux queues, qu'il peut aussi utiliser pour voler.
- Knuckles doit trouver trois fragments d'Émeraude Mère dans chaque niveau[M 8] (un radar permet au joueur de déterminer leurs positions : en bas de l'écran, des icônes changent de couleur selon la distance séparant le personnage des fragments). Il peut donner des coups de poing, creuser dans la terre et planer.
- Amy doit éviter Zéro et atteindre le ballon à la fin du niveau pour s'enfuir[M 9]. Elle peut attaquer avec son marteau.
- Gamma doit trouver et détruire une cible présente à la fin du niveau[M 10] (le plus souvent, un des robots de la série E-100). Il peut tirer sur ses ennemis après les avoir visés.
- Big doit pêcher sa grenouille Froggy[M 11], devenue bizarre et fugueuse depuis qu'elle a avalé une émeraude et la queue de Chaos.

Le jeu est basé sur un système d'emblèmes. Le joueur récupère une emblème en réussissant un niveau dans le mode aventure et peut en récupérer deux autres pour chaque niveau en réussissant des missions spéciales (temps limité, nombre d'anneaux à récupérer, etc) depuis le mode entrainement ou directement depuis le mode aventure en revenant à l'emplacement du niveau dans les différents mondes. Des emblèmes sont aussi cachés dans les phases d'exploration du mode aventure et dans les mini-jeux. Pour finir totalement le jeu, il faut récupérer les 130 emblèmes.

### Mini-jeux
Il y a également des mini-jeux pour lesquels le système de jeu et l'objectif à atteindre sont complètement différents des niveaux d'action. Certains d'entre eux sont des passages obligés de l'aventure pour certains personnages. Ils permettent également de récupérer des emblèmes.
- Sky Chase 1 : poursuite de l'Egg Carrier sur le Tornado (dans l'aventure avec Sonic et Tails, après le combat contre Chaos 4)
- Sky Chase 2 : poursuite de l'Egg Carrier sur le Tornado II (dans l'aventure avec Sonic et Tails, qui permet d'accéder à l'Egg Carrier pour la première fois)
- Ice Cap Snowboard : descente de la montagne en snowboard (partie du niveau d'action "Ice Cap" pour Tails et Sonic)
- Sand Hill : idem, dans un désert de sable
- Twinkle Circuit : course de karting
- Hedgehog Hammer : inspiré du jeu de la taupe, Amy (seul personnage pouvant jouer à ce jeu) doit taper avec son marteau sur les poupées sortant des trous

### Boss
Dans l'aventure surviennent des combats contre des boss. Le but est de toucher le boss pour diminuer sa jauge de vie, affichée en bleu en haut à droite de l'écran, jusqu'à la vider entièrement.
Il y a également des petits combats opposant les personnages entre eux : Sonic contre Knuckles, Tails contre Knuckles, Sonic contre Gamma et Tails contre Gamma.

### Jardins Chao
Dans chacun des trois mondes se trouve un jardin Chao, qui permet d'élever des Chao, des animaux de compagnie virtuel. Les Chao peuvent être pris avec le joueur en téléchargeant le mini-jeu Chao Adventure à son VMU (version Dreamcast) ou depuis sa Game Boy Advance (version GameCube).

## Développement

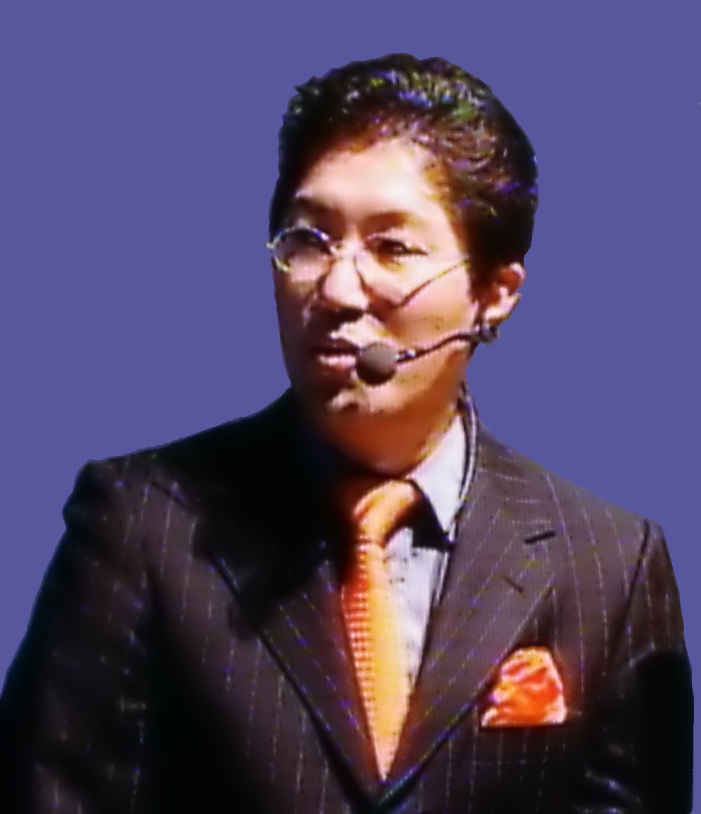
Yuji Naka, producteur du jeu

Le développement de Sonic Adventure commence en avril 1997 peu après l'arrêt du développement de Sonic X-treme, avec une équipe de 30 personnes. Celle-ci grandit jusqu'à 130 vers la fin, et en moyenne 50 personnes travaillant sur l'ensemble du développement.
Lors d'une interview accordée au magazine Retro Gamer, Takashi Iizuka, de la Sonic Team, révèle que le jeu a d'abord été développé sur la console Saturn en utilisant le moteur de Nights into Dreams, mais à cause de la sortie imminente de la Dreamcast, le développement du jeu s'arrête et le prototype de celui-ci est intégré dans le jeu Sonic World de Sonic Jam. Le développement continue ensuite sur la Dreamcast, qui motive beaucoup Yuji Naka, game designer du jeu, déçu des jeux Sonic qui ont été faits pendant son absence, surtout Sonic R.
L'équipe de développement est axée sur le graphisme à haute résolution pour ce jeu, Yuji Naka, à la tête de la Sonic Team, disant que « nous avons poussé la Dreamcast aussi loin que nous le pouvons à l’heure actuelle ». De fait, l'équipe décide aussi de créer un monde réaliste grâce aux capacités apportées par la console et va même photographier des ruines maya d'Amérique centrale pour les intégrer au jeu ; ils utilisent ensuite les noms de lieux pour les donner aux personnages (comme Tikal ou Pachacamac).
Naka désirait créer des niveaux que le joueur mettrait au moins cinq minutes à finir, tout en conservant un système de jeu similaire aux titres Mega Drive. À la suite de la création des cartes de base, Naka se demande « pourquoi ne pas utiliser cette carte pour d'autres personnages ». Cela conduit à l’introduction des personnages de Big et d'E-102. L'équipe de développement mène des enquêtes auprès de fans afin de s'assurer que le produit final, en particulier les personnages, leur plaise. Sega s'est fait une priorité absolue de garder le jeu caché jusqu'au dernier moment. Malgré ces efforts, des captures d'écran sont divulguées sur Internet à la mi-1998. Naka présente le jeu au magazine Edge à la mi-août, et l'annonce officielle est faite le 22 août au Japon.
Sonic Adventure a aussi introduit un changement radical dans le style artistique des jeux Sonic, qui a continué à être utilisé les années suivantes, ce que reflètent bien l'allure moderne et plus détaillée d’Amy Rose, du Dr Robotnik, et surtout de Sonic, qui a été totalement redessiné. Dans les artworks officiels des personnages, on note la ressemblance avec l'art du graffiti, dont ressortent des attitudes plus dynamiques et extrêmes.

### Conception des personnages
Dans une interview accordée à GameSpot, Takashi Iizuka, développeur sur le jeu, a expliqué comment les personnages ont été créés.
Une des premières difficultés de l'équipe de développement était de savoir comment Sonic allait se mouvoir en trois dimensions et comment montrer sa vitesse. Elle a conclu que la meilleure façon de le faire était d'avoir une caméra dynamique, montrant Sonic sous différents angles et ne restant pas uniquement derrière le joueur, à l'instar de ce qui se faisait à l'époque.
Selon les développeurs, il est très facile de sauter sur les ennemis dans un jeu bidimensionnel, mais pas dans un tridimensionnel. La Homing Attack, nouveauté de ce jeu, a été pensée pour pouvoir facilement viser et sauter sur les ennemis puis rebondir sur l'ennemi suivant, et ainsi de suite, et de cette manière, apporter une impression de vitesse.
Néanmoins, l'équipe de développement a pensé qu'il fallait une nouvelle attaque pour encore mieux faire ressortir cette impression de vitesse. C'est ainsi que la Light Attack a été conçue : Sonic suit une rangée d'anneaux en allant à une vitesse fulgurante. Les développeurs ont tellement apprécié l'idée qu'ils ont décidé de l'inclure dans les jeux suivants de la série.
Le personnage d'E-102 Gamma est créé car, bien que la série Sonic soit conçue autour de la vitesse de Sonic, beaucoup de fans ont exprimé leur souhait de voir des phases de tir. L'équipe de développement ne pouvant pas faire porter une arme à feu à Sonic, elle décide d'introduire un nouveau personnage spécialisé dans les tirs. 
Le Dr Eggman a toujours été l'ennemi de la série. Pour que le jeu ait plus d'impact, les développeurs en ont alors créé un nouveau : Chaos, un personnage liquide et transparent, ce qui était réalisable avec la technologie de la Dreamcast. Il apparaît dès l'introduction pour « montrer aux joueurs dès le début du jeu que Sonic Adventure était plus grand et meilleur » que les autres jeux de la série.
Partant du constat selon lequel « tous les personnages avaient une aventure intense dans un sens : Sonic était rapide, Tails toujours en train de chasser Dr Eggman et Amy fuyait », les développeurs ont créé Big, un personnage qui agirait à son propre rythme. Puisqu'il était un chat, ils ont également pensé qu'il devait pêcher.
Les Chao s'inspirent des A-Life du jeu vidéo Nights into Dreams et ont été ajoutés, entre autres, pour attirer les personnes peu habituées aux jeux d'aventure.

### Musique
Le compositeur en chef, Jun Senoue a apporté un nouveau ton à la série Sonic Hedgehog avec de nombreux genres musicaux comme le jazz, le rock, la techno, la pop et la country. Chaque personnage jouable (en dehors de Gamma) a également un thème instrumental auquel s'ajoute un doublage vocal lors du générique de fin. Le jeu contient les prestations des chanteurs Tony Harnell, Karen Brake, Marlon Saunders, Dread Fox, Ted Poley, Nikki Gregoroff et de Johnny Gioeli, qui se joindra plus tard à Senoue pour former le groupe Crush 40. L'équipe de développement préfère l'utilisation de musiques « chaud[es], funky et rock 'n' roll » plutôt que celles, plus technos, utilisée précédemment dans les jeux Sonic.
La bande originale du jeu est sortie le 20 janvier 1999 sous le label Marvelous Entertainment. Il se compose de deux CD-ROM d'une durée de 74:57 et de 73:46 .
Un mini album vocal est également sorti le 2 décembre 1998, toujours sous le même label.
Un remix est également sorti, édité par Toshiba-Emi Limited, le 16 décembre 1998.

## Portages et adaptations

### Sonic Adventure DX Director's Cut
Sonic Adventure DX Director's Cut (ソニックアドベンチャー デラシクス, Sonikku Adobenchā Derashikusu) est un remake de Sonic Adventure, développé par Sega et sorti sur GameCube en 2003 et sur PC en 2004.
Le jeu subit des retouches graphiques, comme l'augmentation du nombre de polygones composant les personnages et une framerate augmentée jusqu'à 60 Hz, et est doté de certaines nouveautés.
Une de ces nouveautés est le mode mission (Mission Mode) qui consiste à réaliser des missions spéciales pour chaque personnage dans certains niveaux d'action, une fois que le joueur a fini l'histoire du personnage dans le mode aventure. L'objectif de ces missions est inscrit sur des cartes, trouvables dans les trois mondes. Ces 60 missions confèrent un emblème par mission réalisée, ce qui fait passer le nombre total d'emblèmes du jeu de 130 à 190[réf. souhaitée].
Un nouveau personnage caché est disponible, Metal Sonic. Il se débloque en récoltant 130 emblèmes. Il est alors possible de rejouer avec Metal Sonic aux mêmes niveaux que Sonic dans le mode entrainement.
De plus, des améliorations sont apportées aux jardins Chao, avec par exemple l'introduction d'un marché noir dédié, ainsi qu'une connectivité GameCube-GameBoy Advance permettant d'échanger les Chao et faire des mini-jeux.
Une autre nouveauté importante de cet opus est la possibilité de jouer, depuis le menu principal, aux premiers jeux Sonic sortis entre 1991 et 1996 sur Game Gear, soit 12 jeux. Ceux-ci peuvent être débloqués en totalisant un certain nombre d'emblèmes et missions du mode mission. Ces jeux sont crédités dans le menu principal en Mini Game Collection.

### Sonic Adventure DX Upgrade(PlayStation Network et Xbox Live)
Le 10 juin 2010, Sega annonce officiellement que Sonic Adventure sera publié sur Xbox Live Arcade et PlayStation Network courant automne 2010, ce qui en fait le premier jeu Dreamcast disponible sur le marché des jeux téléchargeables.
Le jeu sort sur Xbox Live Arcade le 15 septembre 2010, tandis que la version PlayStation Network est publiée le 20 septembre 2010. Il y a quelques nouveautés, dont une légère amélioration des graphismes, du son surround, des classements en ligne, des succès et des trophées, ainsi que des accessoires pour les avatars.
Le jeu est basé sur la version Windows de Sonic Adventure DX Director's Cut, bien que le jeu soit tout simplement appelé Sonic Adventure et qu'il ne contienne pas toutes les nouveautés de cette version. Un pack téléchargeable appelé Sonic Adventure DX Upgrade, sorti pour 400 Microsoft Points sur Xbox Live et pour 4,99 $ sur PlayStation Network, permet d'obtenir le jeu tel qu'il est sorti sur GameCube et PC, à l'exception de la possibilité de jouer aux jeux Game Gear. Cette version inclut également Métal Sonic comme personnage à débloquer.

### Apparition dansSonic Generations
Il est possible de rejouer à plusieurs niveaux de Sonic Adventure dans le jeu Sonic Generations sorti en 2011, le tout avec des graphismes nettement améliorés. Dans la version PS3, Xbox 360 et Windows peuvent être joués le niveau « Speed Highway » et le boss « Perfect Chaos ». Dans la version 3DS, il s'agit du niveau « Emerald Coast ».

## Accueil
| -                   | DC      | PC      | GC      | Xbox 360 | PS3     |
| ------------------- | ------- | ------- | ------- | -------- | ------- |
| 1UP.com             | –       | –       | B-      | D        | –       |
| EGM                 | 9,1/10  | –       | 6,0/10  | –        | –       |
| Famitsu             | 38/40   | –       | –       | –        | –       |
| Gamekult            | 6/10    | –       | –       | –        | –       |
| GamePro             | [ C 5 ] | –       | –       | [ C 6 ]  | –       |
| GameSpot            | 9,2/10  | –       | 5,7/10  | –        | –       |
| IGN                 | 8,6/10  | –       | 5,0/10  | 3,5/10,  | 3,5/10, |
| Jeux Vidéo Magazine | -       | -       | 11/20   | -        | -       |
| Jeuxvideo.com       | 16/20   | 11/20   | 13/20   | –        | –       |
| GameRankings        | 86,51 % | 61,75 % | 63,98 % | 52,08 %  | 52,82 % |
| MobyGames           | 85 %    | 55 %    | 61 %    | –        | –       |

### Critiques
La réception du jeu original sur Dreamcast est très chaleureuse, y compris les commentaires de GameSpot et GameSpy, qui notent le jeu au-dessus de 90 %. Au Japon, Famitsu lui accorde 38 sur 40. D'après GameRankings, sa note moyenne est de 86,51 % (basé sur 21 critiques). Il est devenu l'un des rares jeux estampillés Sega All Stars.
Bien que critiqué pour son système de caméra, des défauts de framerate et ses étapes de pêche avec Big (manquant d'intérêt et présentant de nombreux défauts techniques), le jeu est très apprécié pour la profondeur et la variété de son scénario, pour son gameplay agréable et rappelant les jeux Sonic en deux dimensions, pour sa durée de vie assez importante, pour la qualité de ses graphismes pour l'époque et pour sa bande-son. Brandon Justice d'IGN note le jeu 8,6/10, critiquant des pépins divers et ses doublages, tout en louant ses graphismes et son gameplay. En dépit de ces défauts, GamePro lui donne la note maximale de 5/5 en affirmant : « Sonic est amusant, rapide, et une excellente raison d'acheter une Dreamcast ».
Les adaptations GameCube et PC reçoivent de bonnes critiques mais se voient reprochés le manque d'améliorations graphiques, cinq ans après le jeu original, et les défauts techniques toujours présents. Le scénario et le gameplay lui permettent néanmoins d'être bien accueilli par les joueurs, nombreux à avoir découvert le jeu avec cette réédition. Le portage X360 et PS3 reçoit des commentaires moins favorables. Bien que certains critiques le voient comme un bon morceau de nostalgie, d'autres critiquent le manque d'améliorations et le vieillissement du jeu : IGN le note 3,5/10, le qualifiant de « tellement mauvais qu'il frôle l'injouable »,. 1UP.com lui donne le rang D, critiquant son manque d'améliorations et son contrôle délicat. En 2009, GamesRadar+ met Sonic Adventure dans l'article sur les « jeux qui ne méritent pas la nostalgie » (« games that don't deserve nostalgia »), citant l'écart entre les notes reçues par la version originale et par ses portages.

### Ventes
Le jeu original s'est vendu à plus de 2,5 millions d'exemplaires à travers le monde, dont 1,27 million aux États-Unis et 438 707 au Japon, ce qui en fait le jeu Dreamcast le plus vendu.
Sonic Adventure DX Director's Cut sur GameCube s'est vendu à 1,27 million d'exemplaires à travers le monde, dont seulement 58 977 au Japon, mais 870 000 aux États-Unis et 300 000 en Europe.

## Adaptation en anime
Les épisodes 27 à 32 de l'anime Sonic X, diffusés pour la première fois au Japon fin 2003, retracent l'histoire de Sonic Adventure.

## Postérité
Sonic Adventure est le premier jeu d'aventure et de plates-formes de la série Sonic entièrement en trois dimensions et le premier de la sous-série des Sonic Adventure. Il est directement suivi par Sonic Adventure 2, sorti sur Dreamcast en 2001 et sur GameCube sous le nom de Sonic Adventure 2 Battle à la fin de la même année (menant d'ailleurs à une certaine confusion pour les joueurs de la console de Nintendo qui ont donc découvert le deuxième opus avant le premier). Il est ensuite suivi de Sonic Heroes, sorti sur GameCube, Xbox et PlayStation 2 en 2003 et Shadow the Hedgehog, sorti sur les mêmes consoles en 2005.
Certaines nouveautés apportées par Sonic Adventure se retrouvent dans les jeux suivants de la série. Ainsi, le mode Chao réapparaît dans la suite directe, Sonic Adventure 2, mais aussi dans les jeux Sonic Advance, Sonic Advance 2 et Sonic Pinball Party sur GameBoy Advance.
La Homing Attack de Sonic est également présente dans Sonic Adventure 2 (où Shadow peut également l'utiliser), Sonic Heroes, Sonic the Hedgehog, Sonic Unleashed et même dans Sonic and the Secret Rings et Sonic Advance.
De même, la Light Attack est présente dans Sonic Adventure 2,, Sonic Heroes, Sonic the Hedgehog et Sonic Unleashed.
Côté histoire, après Sonic Adventure, on découvre qu'Eggman continue le développement des robots de la série E-100 (mentionnée pour la première fois dans ce jeu) : le robot E-123 « Omega » est d'ailleurs un personnage jouable de Sonic Heroes.
Le gameplay basé sur le tir, introduit ici par le personnage de Gamma, aboutira à la création du jeu Shadow the Hedgehog, sorti en 2005, et qui en reprendra principalement le concept[réf. souhaitée].

### Médias externes
- [PDF] (en) Manuel d'instructions de la version nord-américaine de Sonic Adventure sur Dreamcast
- [PDF] (en) Manuel d'instructions de la version nord-américaine de Sonic Adventure DX Director's Cut sur GameCube
- [PDF] (en) Manuel d'instructions de la version nord-américaine de Sonic Adventure DX Director's Cut sur PC
- [image] (en) Face sans et avec le label Sega All Stars et dos de la pochette nord-américaine du jeu.